# Libardo López
Libardo José López Cabrales (Bogotá, 5 de diciembre de 1948) es un abogado y político colombiano. Habiendo servido como Gobernador de Córdoba del 1 de enero de 2004 al 17 de abril de 2006 tras la anulación de su elección por el Consejo de Estado. Meses después tras ganar una apelación seria reconocido como Gobernador aunque no retomaría el cargo, al haber sido electo en una elección atípica Jaime Torralvo como su sucesor.

## Biografía
Hijo del gobernador Libardo López Gómez, nació en Bogotá en diciembre de 1948, cuando este era Congresista. Realizó sus estudios secundarios en las Universidad Pontificia Bolivariana, de Medellín, y estudió Ingeniería Civil en la Universidad Nacional, de donde se graduó en 1973.
Fue miembro de las Juntas Directivas de la Caja de Crédito Agrario, de Mineralco, de la Electrificadora de Córdoba, de la Lotería de Córdoba y de la Junta de Planeación de Montería. Posteriormente se desempeñó como Ingeniero Jefe de la División de Saneamiento Básico Rural del Instituto Nacional de Salud y como director general de la Corporación Autónoma Regional de Los Valles del Sinú y San Jorge, entre 1992 y 1994.
Accedió al cargo de Gobernador con el aval del partido Mayorías Liberales en ese entonces liderado en la región por su hermano el senador Juan Manuel López Cabrales.
Su mandato fue interrumpido luego de 2 años de gobierno a causa de supuestas inhabilidades presentadas para ser elegido en dicho cargo en el momento de la elección. Esta situación llevó a elecciones extraordinarias a principios del 2006 donde fue elegido como su sucesor Jaime Torralvo Suárez que era su copartidario y amigo.
Pero luego de una lucha judicial López Cabrales fue nuevamente nombrado en el cargo, hecho que motivó que Torralvo saliera del partido y emprendiera el también una lucha judicial para recuperar el cargo, situación que se dio en marzo de 2007 provocando la salida definitiva de López Cabrales de la gobernación de Córdoba.